# La corona partida
La corona partida és una pel·lícula espanyola de drama històric del 2016 dirigida per Jordi Frades i protagonitzada per Irene Escolar, Raúl Mérida, Rodolfo Sancho i José Coronado, entre d'altres. És la seqüela de la sèrie de televisió Isabel i la preqüela de la sèrie de televisió Carlos, Rey Emperador.

## Argument
Després de la mort d'Isabel la Catòlica venen temps d'incertesa. Ferran el Catòlic (Rodolfo Sancho) i Felip el Bell (Raúl Mérida) s'enfronten pel poder de la corona de Castella. Joana d’Aragó i Castella (Irene Escolar), és la legítima hereva al tro dels dos regnes i víctima d'aquesta situació entre els dos homes que la rodegen, als quals els interessa demostrar la bogeria i incapacitat per governar de Joana, per així apartar-la del govern dels regnes i com a competència. Mentrestant, el cardenal Cisneros (Eusebio Poncela) és qui realment governa i busca el millor per al regne, un regne feble i sense rei assegurat, amb una corona partida. Però Ferran, al casar-se un any després de la mort d'Isabel amb una donzella francesa, [Germana de Foix] posa en risc la unitat hereditària dels regnes hispans.

## Nota del director
Jordi Frades apunta que «explicar la història del nostre país forma part de les obligacions que, com a narradors, tots hauríem de tenir. És per això que, després de rodar les tres temporades de la sèrie de ficció Isabel m'ha resultat especialment gratificant haver tingut l'oportunitat d'explicar aquest període que abasta des de la mort de la Reina Catòlica fins a la mort del seu marit Ferran el Catòlic. Un període apassionant, intrigant i, en certa manera ombrívol, per tots els esdeveniments que van tenir lloc: el ferotge enfrontament entre Ferran el Catòlic i Felip d'Habsburg, amb Joana de Castella com a víctima principal. La corona partida pretén ser un espectacle visual, íntim i emocional al mateix temps. Una pel·lícula per a tots els públics. Amb la finalitat de recuperar aquest fragment dels espectadors, sovint oblidats, que busquen un entreteniment a mig camí entre el cinema d'autor i el cinema comercial».

## Nota del guionista
José Luis Martín diu que, «a La corona partida el personatge de Joana la Boja s'aborda des d'un punt de vista diferent al que s'ha vist anteriorment a la pantalla gran. No estem davant d'una alienada, la malaltia és fruit de la gelosia de la bogeria d'amor. Estem davant d'una víctima. Víctima de la seva hipersensibilitat i de la seva passió. Víctima de l'assetjament moral a què és sotmesa per aquell a qui estima apassionadament. Víctima de la veneració que sent pel seu pare, la seva última taula de salvació, que no obstant l'abandona. Víctima d'un destí, regnar, que no és del seu interès, per grans que siguin els seus dots i la seva preparació. Víctima d'una estranya lucidesa que la porta a reafirmar-se en el seu paper de reina, de vegades, d'una manera extravagant, tot i menysprear el govern. Víctima en suma, d'una llegenda que l'interès polític i no només els seus actes extemporanis, contribueixen a forjar. Elements, tots ells, que conforten un perfil diferent del personatge històric conegut i poden apropar a l'espectador des de l'emoció i l'empatia».

## Fitxa tècnica
- Productora: Diagonal Televisió SLU i R Zinman Productions A.I.E.; Amb la participació de TVE, i la col·laboració d'El·lipsi Capital
- Distribució: A CONTRACORRENT FILMS
- Format: Llargmetratge cinematogràfic / 2.39:1 / color
- Durada: 113 '
- Any de producció: 2015
- Director: Jordi Frades
- Guió: Jose Luís Martín
- Director de fotografia: Raimon Lorda
- Director d'art: Marcelo Pacheco
- Disseny de vestuari: Pepe Reyes
- Rodatge: 4 de maig- 4 de juny del 2015
- Localitzacions: Guadamur, Estudis El Álamo, Aldea del Fresno, Navas del Rei, Méntrida, Torrelaguna, Peñarrubias del Pirón, Toledo, Burgos, la Llosa i El Espinar.[2][6]

## Repartiment
A continuació es presenten els actors amb el corresponent paper que juguen dins la pel·lícula:
- Rodolfo Sancho - Ferran el Catòlic
- Irene Escolar - Joana la Boja
- Raúl Mèrida - Felip el Bell
- Eusebio Poncela - Cardenal Cisneros
- Ramon Madaula - Gonzalo Chacón
- Jordi Díaz - Andrés de Cabrera
- Fernando Guillén Cuervo - Fuensalida
- Úrsula Corberó - Margarida d'Àustria
- José Coronado - Maximiliano d'Habsburgo
- Silvia Alonso - Germana de Foix
- Pedro Mari Sánchez - Duc de Nàjera
- Ramón Barea - Duc d'Alba
- Fernando Cayo - Veyre
- Jacobo Dicenta - Juan Belmonte
- Jesús Noguero - Benavente
- Michelle Jenner - Isabel I de Castella